# 3,7 cm KwK 36
3,7 cm KwK 36 L/45 (3,7 cm Kampfwagenkanone 36 L/45) – niemiecka armata przeciwpancerna z okresu II wojny światowej kalibru 37 mm stanowiące główne uzbrojenie czołgu średniego PzKpfw III do wersji Ausf. G. Wersja czołgowa armaty przeciwpancernej 3,7 cm PaK 36.

## Amunicja
- PzGr.39 (przeciwpancerny, pełnokalibrowy)
- PzGr.40 (przeciwpancerny, z rdzeniem)
- 3.7cm Sprgr.Patr.34 (kruszący)